# Arrondissement de Cham
L'arrondissement de Cham est un arrondissement  ("Landkreis" en allemand) de Bavière   (Allemagne) situé dans le district ("Regierungsbezirk" en allemand) du Haut-Palatinat. Son chef lieu est Cham.

## Villes, communes & communautés d'administration
(nombre d'habitants en 2006)
| Städte 1. Bad Kötzting (7 345) 2. Cham, chef lieu (17 258) 3. Furth im Wald (9 326) 4. Roding (11 486) 5. Rötz (3 521) 6. Waldmünchen (7 189) Märkte 1. Eschlkam (3 533) 2. Falkenstein (3 335) 3. Lam (2 888) 4. Neukirchen beim Heiligen Blut (3 965) 5. Stamsried (2 234) Verwaltungsgemeinschaften 1. Falkenstein (Markt Falkenstein et communes Michelsneukirchen et Rettenbach) 2. Stamsried (Markt Stamsried et commune Pösing) 3. Tiefenbach (Communes Tiefenbach et Treffelstein) 4. Wald (Communes Wald und Zell) 5. Walderbach (Communes Reichenbach et Walderbach) 6. Weiding (Communes Gleißenberg et Weiding) | Gemeinden 1. Arnschwang (2 015) 2. Arrach (2 722) 3. Blaibach (2 050) 4. Chamerau (2 687) 5. Gleißenberg (936) 6. Grafenwiesen (1 650) 7. Hohenwarth (2 080) 8. Lohberg (2 077) 9. Michelsneukirchen (1 793) 10. Miltach (2 359) 11. Pemfling (2 240) 12. Pösing (979) 13. Reichenbach (1 202) 14. Rettenbach (1 797) 15. Rimbach (2 056) 16. Runding (2 349) 17. Schönthal (2 046) 18. Schorndorf (2 575) 19. Tiefenbach (2 145) 20. Traitsching (4 070) 21. Treffelstein (1 027) 22. Waffenbrunn (2 076) 23. Wald (2 795) 24. Walderbach (2 078) 25. Weiding (2 601) 26. Willmering (2 159) 27. Zandt (1 873) 28. Zell (1 853) Pas de Gemeindefreien Gebiete |